# Tipula (Lunatipula) laetabilis
Tipula (Lunatipula) laetabilis is een tweevleugelige uit de familie langpootmuggen (Tipulidae). De soort komt voor in het Palearctisch gebied.
Kenmerken:
- grijze borststukrug heeft twee breed gescheiden donkere middenstrepen
- achterlijf heeft een zwarte middenstreep, die soms onduidelijk is bij mannelijke exemplaren
- antennes geringd vanaf het vierde lid
- antenneleden zijn tweekleurig (gedeeltelijk zwart en gedeelteijk bruin)
- kort behaarde vleugeltoppen
- achterlijfspunt met twee oorvormige zijflapjes aan de ovipositor (bij vrouwelijke exemplaren)